# غيمس: قيد التسجيل (فلم)
غيمس: قيد التسجيل (بالإنجليزية: GIMS: On the Record) وتنطق غيمس: أون ذا ريكورد، وهو فيلم وثائقي وموسيقي أصدر في 17 سبتمبر 2020 من إنتاج شركة الإنتاج والترفية الأمريكية نتفليكس. يروي الفيلم عن مسيرة مغني الهيب هوب الكونغولي غيمس في العشر سنوات الأخيرة، تبلغ مدة العرض 1 ساعة و36 دقيقة. وتحصل الفيلم على تقييم 6،8 على موقع قاعدة بيانات الأفلام على الإنترنت.

## روابط خارجية
- مقالات تستعمل روابط فنية بلا صلة مع ويكي بيانات